# Ilha Dirk Hartog
 Coordenadas : formato inválido
A ilha Dirk Hartog é uma ilha frente à costa de Gascoyne, na Austrália Ocidental, na baía Shark, considerada Património da Humanidade. Tem cerca de 80 km de comprimento por 3 a 15 km de largura, e assim constitui a maior ilha (e a mais ocidental) da Austrália Ocidental. Tem 620 km² e fica aproximadamente a 850 km a norte da cidade australiana de Perth.
A ilha já teve o nome Eendrachtsland do navio Eendracht, que a visitou sob o comando do explorador neerlandês Dirk Hartog em 1616, quando navegava entre a África Meridional e Batávia (hoje Jacarta).